# Берёзовский район (Свердловская область)
Берёзовский район — административно-территориальная единица, существовавшая с 1937 по 1945 год и входившая в состав Свердловской области РСФСР СССР. Административный центр — рабочий посёлок (1937—1938), город (с 1938) Берёзовский.

## История
Берёзовский район образован Постановлением Президиума ВЦИК от 26.07.1937 из сельских советов пригородной зоны г. Свердловска, с непосредственным подчинением Свердловскому облисполкому.
Постановлением ВЦИК от 10.07.1938 образован Берёзовский район, с центром в р.п. Берёзовский, в составе: Берёзовского, Ключевского и Монетного поссоветов; Пышминского и Сарапульского сельсоветов, выделенных из пригородной зоны г. Свердловска. Одновременно преобразован р.п. Берёзовский в город, сохранив прежнее наименование.
Указ Президиума Верховного Совета СССР от 03.10.1938 гласил: «В связи с разделением Свердловской области на Пермскую и Свердловскую области Берёзовский район оставлен в составе Свердловской области».
Указом Президиума Верховного Совета РСФСР от 16.09.1939 образованы следующие сельсоветы:
- Малиновский сельсовет в составе: пос. Малиновка (центр сельсовета), ж.д.разъезд Адуй, 1-й Лосиный, 2-й Лосиный, 3-й Лосиный кордоны, Кутырский кордон и посёлки лесных кварталов № 182, 202, 209, 210 и 228;
- Первомайский сельсовет в составе: пос. Первомайский (центр сельсовета), посёлков лесных кварталов № 248, 301, 303, 327, 352 и Белый барак;
- Октябрьский сельсовет в составе: пос. Октябрьский (центр сельсовета), насёленные пункты Еловый, Красногвардейский, Перейма, Смолокурка и пос. II лесного квартала.

Тем же Указом включены в состав р.п. Монетный посёлки Каменный, мехлесопункта, Неплановый и Хохряковский; посёлки лесных кварталов № 23, 24, 34, 90, 91, 100, пос.Шиловского совхоза и Базисный кордон включить в административный состав Пышминского сельсовета и посёлки лесных кварталов № 82, 92 и 104 — в административное подчинение Сарапульского сельсовета.
Указом Президиума Верховного Совета РСФСР от 26.05.1940 в городскую черту г. Берёзовского включены посёлки Аварийный и Первомайский. Горсовету в административном отношении подчинены: Новый пос., пос. Берёзовской электростанции, Шарташский совхоз, ж.д. ст. Березит и посёлки лесных кварталов № 1, 2 и 44. В черту р.п. Монетный включены посёлки Каменный, Мехлеспункта, Неплановый и Хохряковский. В административном отношении рабочему посёлку подчинены посёлки лесных кварталов № 381 и 409.
Указом Президиума Верховного Совета РСФСР от 27.03.1942 Малиновский сельсовет ликвидирован, населённый пункт при Лосинном торфопредприятии отнесён к категории рабочих посёлков с наименованием Лосиный. В черту р.п. Лосиный включено селение Малиновка и подчинены ему в административном отношении населённые пункты: Лосиный 2-й и 3-й, пос.ж.д. ст. Адуй и посёлки лесных кварталов № 182,209,210 и 259.
Указом Президиума Верховного Совета РСФСР от 05.06.1942 Первомайский сельсовет ликвидирован; населённый пункт Первомайский включён в черту р.п. Монетный, посёлки лесных кварталов № 327 и 352 административно подчинены Монетному поссовету, а посёлки лесных кварталов № 248 и 249 — Ключевскому поссовету.
Указом Президиума Верховного Совета РСФСР от 05.03.1943 Октябрьский сельсовет ликвидирован; населённый пункт при Октябрьском участке Монетного торфопредприятия отнесён к категории рабочих посёлков с присвоением наименования Октябрьский. В черту р.п. Октябрьский включены населённые пункты: Вольный, Кирпичный, Смолокурка, Перейма и Еловый. В административном отношении поссовету подчинены населённые пункты Красногвардейский, Белые Бараки, Кедровка, Дальняя Кедровка, посёлки ж.д.разъездов Кедровка и Мочаловка.
Указом Президиума Верховного Совета РСФСР от 09.08.1943 населённый пункт Пышминский завод отнесён к категории рабочих посёлков с присвоением наименования Старопышминск. В административном отношении поссовету подчинены населённые пункты подсобного хозяйства Шарташского дома отдыха, Облсовета Осоавиахима и бараки лесных кварталов № 27,34,38,49, 60,90,91 и 100. Пышминский сельсовет ликвидирован.
Указом Президиума Верховного Совета РСФСР от 02.04.1945 город Берёзовский выделен из состава Берёзовского района и отнесён к категории городов областного подчинения; рабочие посёлки Ключевск, Монетный и сельсоветы Малиновский, Октябрьский, Первомайский, Пышминский и Сарапульский в административном отношении подчинены Берёзовскому горсовету. Берёзовский район ликвидирован.